# Powder (Band)
Powder war eine US-amerikanische Rockband aus Los Angeles, die insbesondere durch ihren Debüterfolg Up Here bekannt wurde.

## Bandgeschichte
Die Bandfrontfrau Ninette Terhart stammt ursprünglich aus Toronto. Sie hat eine klassische Gesangsausbildung, wandte sich dann aber der Popmusik zu. Sie war Backgroundsängerin, als sie auf einer Tour den Gitarristen Phil Xenidis alias Phil X kennenlernte. Er arbeitete unter anderem als Studiomusiker mit Rob Zombie, Alice Cooper und Mayhem zusammen und war in verschiedenen Bands und bis 1993 Mitglied der kanadischen Band Triumph. Beide verstanden sich nicht nur musikalisch und schrieben zusammen Musik, nach dem Ausstieg aus der Band heirateten die beiden am 23. Juli 1994. Terhart verfolgte ihre Gesangskarriere weiter und hatte einige Jahre darauf mit ihrer Single All of My Dreams einen Hit in den kanadischen Dancecharts, für den sie 1998 für einen Juno Award nominiert wurde.
Danach gingen sie nach Los Angeles, wo sie mit Kenneth Edmonds beim Filmprojekt Josie and the Pussycats zusammenarbeiteten. Anfang 2000 gründeten Terhart und Xenidis dann zusammen mit J-Bo Dynamite als Schlagzeuger und Allan Hearn als Bassist die Band Powder und im März des Jahres hatten sie ihren ersten Auftritt. Zuerst waren sie nur in Kalifornien bekannt und fielen vor allem durch ihre theatralischen Liveshows und den Sex Appeal der Sängerin auf. Dazu kamen die phantasievollen und eskapistischen Liedtexte, die zu den unterhaltsamen Auftritten beitrugen. Schon in ihrem ersten Jahr wurden sie bei den LA Music Awards als bester Rock/Pop-Künstler und für die beste Liveshow ausgezeichnet.
Ihr erstes Album Sonic Machine veröffentlichte die Band 2002 im Eigenverlag bei Powder Records. Danach unterschrieben sie bei Continental Entertainment einen Vertrag und veröffentlichten die Single Up Here. Das Video dazu war an sich schon auffällig und erhielt zusätzliche Aufmerksamkeit beim Musiksender MTV durch die Mitwirkung von Jason Mewes und Ahmet Zappa. Das zweite Bandalbum Powder erschien im Mai 2004. Trotz der neu gewonnenen Bekanntheit wurde es aber kein Charterfolg.
Mit der Zeit wurden ihre Shows immer ausgefeilter und aufwändiger. Das betraf nicht nur die Kostüme im Cartoonstil von Terhart, in die Auftritte wurden Akrobatik- und Pole-Dance-Nummern eingebaut und dafür auch echte Artisten engagiert. Kern der Band blieben Terhart und Xenidis, während die anderen Musiker wechselten. Ein drittes Album mit dem Titel Nothing stellten sie 2008 fertig. Es erschien wieder bei ihrem eigenen Label, das sie 2005 gegründet und Goldielocks & Xman Productions genannt hatten. Erneut blieb der kommerzielle Erfolg aus und wenig später ging auch die Beziehung in die Brüche. 2010 ließen sich Terhart und Xenidis scheiden und besiegelten damit auch das Ende von Powder.
Nach der Trennung gründete Phil X mit den Powder-Mitgliedern Brian Burwell und Daniel Spree eine neue Band mit dem Namen The Drills, mit der er auch Alben veröffentlichte. 2011 sprang er erstmals für Richie Sambora bei Bon Jovi ein und wurde dann erst Livemusiker und schließlich festes Mitglied. Ninette Terhart wurde Teil des Akrobatik-Duos Silk Sisters, Bodybuilderin und außerdem Gesangslehrerin.

## Mitglieder
- Ninette Terhart (* März 1967 in Toronto)[8]
- Phil X (eigentlich Theofilos Xenidis, * 10. März 1966)[1]

und andere

## Diskografie
Alben
- Sonic Machine (2002, Powder Music)
- Powder (2004, Continental Entertainment)
- Nothing (2008, Goldielocks & Xman Productions)

Lieder
- Up Here (2004)
- Bite My Tongue (2004)